# بشر الحافي
أبو نصر بشر بن الحارث بن عبد الرحمن بن عطاء بن هلال بن ماهان بن عبد الله المروزي أبو نصر المعروف بالحافي، أصله من مرو وسكن بغداد، ومات بها، وهو خال علي بن خشرم. مات سنة سبع وعشرين ومائتين. وكان كبير الشأن. أحد أعلام المسلمين في القرن الثالث الهجري. ولد سنة 179 هـ في بغداد وعاش فيها، وصحب الفضيل بن عياض.
وكان لا يلبس نعلا بل يمشي حافيا، فجاء يوما إلى باب فطرقه فقيل:« من ذا؟ » فقال:« بشر الحافي. » فقالت له جارية صغيرة:« لو اشترى نعلا بدرهم لذهب عنه اسم الحافي. »
قالوا:« وكان سبب تركه النعل أنه جاء مرة إلى حذّاء فطلب منه شراكا لنعله فقال: ما أكثر كلفتكم يا فقراء على الناس؟! فطرح النعل من يده وخلع الأخرى من رجله وحلف لا يلبس نعلا أبدا ».
وذكر الخطيب البغدادي أنه كان لبشر الحافي أخوات ثلاث وهن: مخة، ومضغة، وزبدة، وكلهن عابدات زاهدات مثله، وأشد ورعا أيضا.

## سبب توبته
كان سبب توبته: أنه أصاب في الطريق كاغدة مكتوباً فيها اسم الله قد وطئتها الأقدامُ، فأخذها واشترى بدرهم كان معه غالية، فطيِّب بها الكاغدة، وجعلها في شق حائط فرأى فيها كأن قائلاً يقول له: « يا بشر، طيَّبت اسمي، لأطيبن َّاسمك في الدنيا والآخرة. » سمعت الأستاذ أبا علي الدقاق،، يقول: « مر َّبشر ببعض الناس، فقالوا: هذا الرجل لا ينام الليل كلَّه، ولا يفطر إلا في كل ثلاثة أيام مرة؛ فبكى بشر، فقيل له في ذلك فقال: إني لا أذكر أني سهرت ليلة كاملة، ولا أني صمت يوماً لم أفطر من ليلته، ولكن الله سبحانه وتعالى يلقي في القلوب أكثر ًمما يفعله العبد لطفاً منه، سبحانه، وكرماً.. ثم ذكر إبتداء أَمره: كيف كان علي ما ذكرناه. »

## ثناء العلماء عليه
قال إبراهيم الحربي:« ما أخرجت بغداد أتم عقلا منه، ولا أحفظ للسانه منه، ما عرف له غيبة لمسلم، وكان في كل شعرة منه عقل، ولو قسم عقله على أهل بغداد لصاروا عقلاء وما نقص من عقله شيء ».

## من أقواله
- سمعت الشيخ أبا عبد الرحمن السلمي، يقول: سمعت محمد بن عبد الله الرازي يقول: سمعت عبد الرحمن بن أبي حاتم يقول: بلغني أن بشر بن الحارث الحافي قال: « رأيت النبي صلى الله عليه وسلم في المنام، فقال لي: يا بشر، أتدري لم رفعك الله من بين أقرانك؟ قلت: لا، يا رسول الله. قال: باتِّباعك لسنَّتي، وخدمتك للصالحين، ونصيحتك لاخوانك، ومحبتك لأصحابي، وأهل بيتي: وهو الذي بلَّغك منازل الأبرار. »
- سمعت محمد بن الحسين،، يقول: سمعت محمد بن عبد الله الرازي يقول: سمعت بلالا الخواص يقول: « منت في تيه بني إسرائيل، فإذا رجل يماشيني، فتعجبت منه، ثم أُلهمت أنه الخضر عليه السلام، فقلت له: بحقِّ الحق ِّمن أنت؟ فقال: أخوك الخضر؛ فقلت له: أُريد أن أسألك، فقال: سل. فقلت: ما تقول في الشافعي؟ فقال: هو من الأوتاد. فقلت: ما تقول في أحمد بن حنبل رضي الله عنه؟ قال رجل صدِّيق. قال: فما تقول في بشر بن الحارث الحافي؟ قال: لم يخلق بعده مثله. »
- سمعت الأستاذ أبا علي الدقاق، يقول: « أتى بشر الحافي باب المعافى بن عمران ، فدق َّالحافي عليه الباب، فقيل: من؟ فقال: بشر الحافي. فقالت له ُبنيةٌ من داخل الدار: لو اشتريت لك نعلا بدانقين لذهب عنك اسم الحافي. » أخبرني بهذه الحكاية محمد بن عبد الله الشيرازي، قال: حدثنا عبد العزيز بن الفضل قال: حدثني محمد بن سعيد، قال: حدثني محمد بن عبد الله قال: سمعت عبد الله المغازلي يقول: سمعت بشراً الحافي يذكر هذه الحكاية. وسمعت محمد بن الحسين يقول: سمعت أبا الحسين الحجاجي يقول: سمعت المحاملي يقول: سمعت الحسن المسوحي يقول: سمعت بشر بن الحارث يحكي هذه الحكاية.
- وسمعت محمد بن الحسين يقول: سمعت أبا الفضل العطار يقول: سمعت أحمد بن علي الدمشقي يقول: قال لي أبو عبد الله بن الجلاء: « رأيت ذا النون، وكانت له العبارة، ورأيت سهلاً، وكانت له الإشارة، ورأيت بشر بن الحارث، وكان له الورع. فقيل له: فإلى من كنت تميل؟ فقال: لبشر بن الحارث  »
- وقيل: إنه اشتهى الباقلاء سنين، فلم يأكله، فرؤى في المنام بعد وفاته فقيل له: « ما فعل الله بك؟ فقال: عَفر لي، وقال: كُلْ يا من لم يأكل، واشرب يا مَن ْلم يشرب.  »
- أخبرنا الشيخ أبو عبد الرحمن السلمي،، قال: أخبرنا عبيد الله ابن عثمان بن يحيى قال: حدثنا أبو عمرو بن السماك قال: حدثنا محمد ابن العباس قال: حدثنا أبو بكر بن بنت معاوية قال: سمعت أبا بكر بن عفان يقول: سمعت بشر بن الحارث يقول: « إني لأشتهي الشِّواء منذ أربعين سنة ما صفا لي ثمنه »
- وقيل لبشر: « بأي ِّشيء تأكل الخبز؟  »فقال: « أَذكر العافية وأجعلها إداماً. » أخبرنا به محمد بن الحسين،، قال: أخبرنا عبيد الله بن عثمان قال: أخبرنا أبو عمرو بن السماك قال: حدثنا عمر بن سعيد قال: حدثنا ابن أبي الدنيا قال: قال رجل لبشر الحكاية المذكورة.
- وقال بشر: « لا يحتمل الحلالُ السِّرف. »
- ورؤي بشر في المنام، فقيل له: « ما فعل الله بك؟ فقال: غفر لي، وأباح لي نصف الجنة، وقال لي: يا بشر، لو سجدت ّلي على الجمر ما أديت َشكر ًما جعلت لك في قلوب عبادي. »
- وقال بشر: « لا يجد ُحلاوة الآخرة رجل يُحِب ُّأن يعرفه الناس. »[8]

## أخواته
وهن ثلاث مُضغة، ومُخة، زبدة بنات الحارث، واكبرهن مضغة. وكانت زبدة تكنى ام علي. وكانت مضغة اخت بشر أكبر منه وماتت قبله وقيل لما ماتت مضغة توجع عليها بشر توجعا شديدا وبكي بكاء كثيرا فقيل له في ذلك فقال قرات في بعض الكتب ان العبد إذا قصر في خدمة ربه سلبه انيسه وهذه كانت انيستي من الدنيا. وكانت اخته صوامة قوامة. وقال بشر تعلمت الورع من أختي فإنها كانت تجتهد الا تأكل ما للمخلوق فيه صنع.
عبد الله بن احمد بن حنبل قال كنت مع أبي يوما من الايام في المنزل فدق داق الباب فقال لي أخرج فانظر من بالباب فخرجت فإذا امرأة فقالت لي استاذن لي على أبي عبد الله قال فاستاذنته قال ادخلها. قال فدخلت فسلمت عليه وقالت له يا أبا عبد الله أنا امرأة اغزل بالليل في السراج فربما طفئ السراج فأغزل في القصر فعلي أن أبين غزل القمر من غزل السراج؟ قال فقال لها ان كان عندك بينهما فرق فعليك ان تبيني ذلك قال قالت يا أبا عبد الله انين المريض شكوى قال ارجو الا يكون ولكنه اشتكاء إلى الله عزوجل.
قال فودعته وخرجت فقال يا بني ما سمعت قط انسانا يسال عن مثل هذا اتبع هذه المرأة فانظر اين تدخل قال فاتبعتها فإذا قد دخلت إلى بيت بشر بن الحارث وإذا هي أخته قال فرجعت فقلت له فقال محال ان تكون مثل هذه الا اخت بشر (مخنة).
وكانت مخة من بين اخوات بشر تقصد احمد بن حنبل وتساله عن الورع والتقشف وكان احمد يعجب بمسائلها.
ورُرى عن زبدة اخت بشر قالت :أثقل شيء على العبد الذنوب واخفه عليه التوبة فما له يدفع اثفل شيء باخف شيء؟

## وفاته
توفي بشر الحافي في بغداد يوم 10 محرم سنة 227 هـ. ولما مات كانت جنازته حافلة جدًا حتى أنه أخرج من بيته بعد صلاة الفجر، فلم يوضع في قبره إلا بعد صلاة العشاء، ودفن في مقبرة قريش قرب باب حرب وهي الآن تقع في منطقة الكاظمية في بغداد وقبره هو ليس في مسجد بشر الحنفي الذي دفن في مقبرة الخيزران وسمي مسجد بشر الحافي خطأ نسبة إليه، حيث إن المدفون فيه بشر الحنفي الفقيه البغدادي (من كتاب المؤرخ وليد الأعظمي عن مقبرة الخيزران)، ،  ولقد رآه بعضهم في المنام فقال: ما فعل الله بك؟ فقال: غفر لي ولكل من أحبني إلى يوم القيامة.